# Asma Elghaoui
Asma Elghaoui (født 29. august 1991, arabisk: أسماء الغاوي) er en tunesisk født ungarsk håndboldspiller. Hun er stregspiller og spiller for klubben SCM Râmnicu Vâlcea og for det ungarske landshold. Hun har tidligere spillet for bl.a. Györi Audi ETO KC og Siófok KC. Hun har indtil hun skiftede statsborgerskab i 2016 spillede for Tunesiens håndboldlandshold.
Hun var en del af de tunesiske hold under VM i 2009 i Kina, hvor Tunesien kom på en 14. plads.